# Посолство на България в Париж
Посолството на България във Франция (на френски: Ambassade de Bulgarie en France) е официалната дипломатическа мисия на България във Франция. Разположено е на адрес: улица 1 Avenue Rapp в Париж. От 23 януари 2024 г. извънреден и пълномощен посланик е г-жа Радка Балабанова-Рулева.

## Посланици на България във Франция
- Ирина Бокова (2005 – 2009)
- Марин Райков (2010 – 2013)[2]
- Ангел Чолаков (2013 – 2020)[3]
- Николай Милков (2020[4] – 2022)
- Радка Балабанова-Рулева (от 2024 г.)